# 4 Pułk Artylerii Lekkiej (WP we Francji)
4 Pułk Artylerii Lekkiej (4 pal) – oddział artylerii lekkiej Wojska Polskiego we Francji.
Pułk był formowany od kwietnia 1940 roku w Ośrodku Wyszkolenia Artylerii w La Roche-sur-Yon, a od maja w rejonie Parthenay, w składzie 4 Dywizji Piechoty. W połowie czerwca zlikwidowano 4 pac i stanowisko dowódcy artylerii dywizji. Wówczas dowodzenie 4 pal objął płk Odzierzyński, a dowódcami dywizjonów zostali dotychczasowi dowódcy pułków artylerii. Jednostka nie osiągnęła gotowości bojowej. W czerwcu 1940 roku jej kadry ewakuowane zostały do Wielkiej Brytanii.

## Obsada personalna
Dowódcy pułku
- ppłk Klaudiusz Reder[2]
- ppłk Kazimierz Kuś[2]
- płk Roman Władysław Odzierzyński

Dowódcy dywizjonów
- dowódca I dywizjonu – ppłk Jan Olimpiusz Kamiński
- dowódca II dywizjonu – ppłk Kazimierz Kuś